# Акербант
Акербант (или Ахерб, или Сихей, лат. Acerbas) — в античной мифологии муж Элиссы из Тира (также известной как Дидона), её дядя по матери, жрец финикийского Геракла — Мелькарта, убит Пигмалионом. Согласно Вергилию, был богатейшим из финикийцев. Из-за его смерти Дидона покинула родной город и основала Карфаген.